# Royal Crown Derby

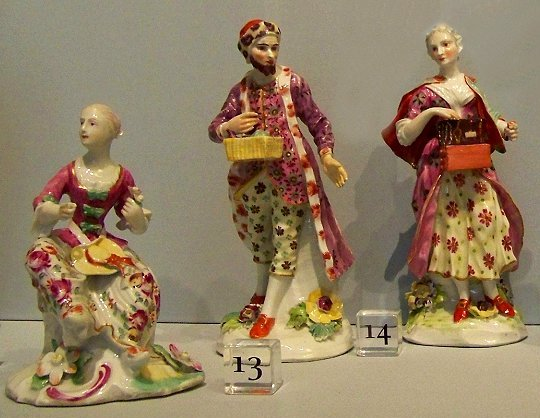
Três figuras datadas de 1758. Atualmente fazem parte do acervo do Detroit Institute of Arts.

A Royal Crown Derby é uma fabricante de porcelana com sede em Derby, na Inglaterra. A empresa, conhecida por sua porcelana branca de alta qualidade, tem produzido louças e outros ornamentos desde aproximadamente 1750.

## História

### Era Duesbury

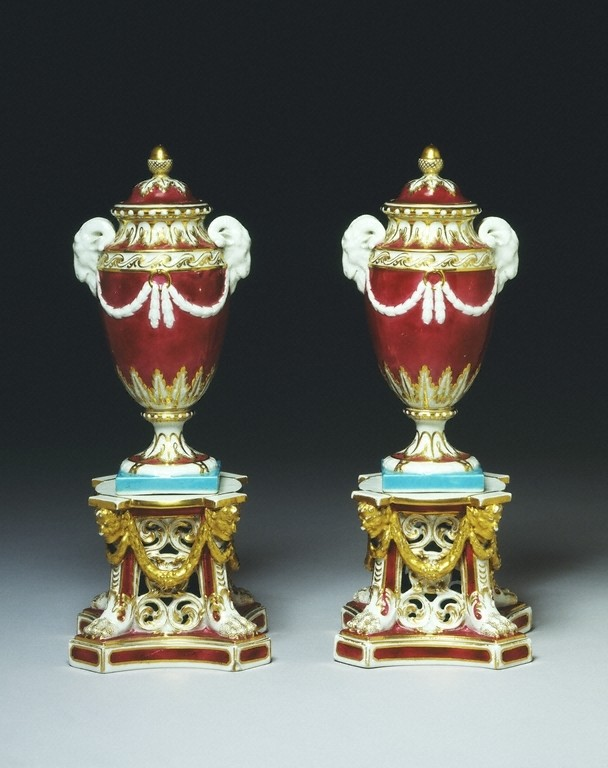
Par de vasos da fábrica de porcelana de Derby, datados entre 1772 e 1774. Atualmente estão no acervo do Victoria and Albert Museum.

Em 1745, André Planchè, um imigrante huguenote de origem francesa oriundo da Saxônia, estabeleceu-se em Derby, onde produziu vasos de porcelana de massa mole e estatuetas entre 1747 e 1755. No início de 1756, ele iniciou uma parceria de negócios com William Duesbury (1725—1786), ex-pintor de porcelana da Fábrica de Porcelana de Chelsea e em Longton Hall, e com o banqueiro John Heath; o acordo original está em exibição no Victoria and Albert Museum. A parceria marcou o início da produção de porcelana em Derby, apesar de que a produção na fábrica de Cockpit Hill, fora dos limites da cidade, havia começado antes disso, como evidenciado por um jarro datado de 1750 que também se encontra sob posse do Victoria and Albert Museum. Planché desapareceu de cena quase que de uma vez só, e o negócio foi tocado por Duesbury e Heath, e mais tarde apenas por Duesbury.
Um empresário talentoso, Duesbury desenvolveu uma nova massa, contendo fritas de vidro, pedra-sabão e osso calcinado. Isso permitiu que a fábrica começasse a produzir louça de alta qualidade. Graças a ele, Derby rapidamente estabeleceu-se como principal pólo de fabricação de utensílios de cozinha; Duesbury empregava os melhores talentos disponíveis no mercado em relação à modelagem e à pintura da porcelana. A pintura era feita por Richard Askew, particularmente hábil em desenhar cupidos, e Banford James. Zachariah Boreman e John Brewer pintavam paisagens, naturezas mortas, e cenas pastoris. Padrões florais intrincados eram desenhados e pintados por William Billingsley.
Em 1770, Duesbury aumentou ainda mais a já elevada reputação da fábrica de porcelana de Derby ao comprar a famosa fábrica de porcelana de Chelsea, em Londres. As operações nesta última foram mantidas em sua sede original até 1784 (os produtos deste período são conhecidas como "porcelanas Chelsea-Derby"), quando Duesbury demoliu os edifícios em Londres e transferiu as operações da empresa, incluindo suas ações e muitos de seus operários, para Derby. Em 1776, ele adquiriu o restante da antiga fábrica de prestígio de Bow, também em Londres, tendo também transferido as operações desta para Derby. Em 1773, o trabalho duro de Duesbury foi reconhecido pelo rei George III, que, depois de visitar a fábrica de Derby, concedeu-lhe permissão para incorporar a coroa real no selo da companhia, que ficou conhecida como Crown Derby após tal fato.
Em 1786, William Duesbury morreu, deixando a empresa para seu filho, William Duesbury II, também um talentoso dirigente, que, além de manter a reputação da empresa em seu auge, desenvolveu uma série de novas cerâmicas vidradas e novos formatos de louça. William Duesbury II não viveu muito: ele morreu em 1797, aos 34 anos de idade e a empresa foi assumida por seu parceiro de negócios, um irlandês chamado Michael Kean, que mais tarde se casaria com a viúva de Duesbury.

### Era Michael Kean
Kean parece não ter mantido boas relações com os empregados altamente qualificados da fábrica, sendo que a maioria dos artistas eminentes desta pediram demissão. Outros artistas, no entanto, produziram boas peças sob sua gestão, incluindo Moses Webster, pintor de flores que substituiu Billingsley, Richard Dodson (especialista em aves), George Robertson (especialista em paisagens terrestres e marinhas) e Cuthbert Lawton (especialista em cenas de caça). O artista mais conhecido desta época foi William Pegg, um quaker famoso por suas pinturas de flores marcantes e idiossincráticas. Ele começou a trabalhar na Crown Derby em 1797, mas suas crenças religiosas levaram-no à conclusão de que a pintura era um pecado e ele pediu demissão em 1800. Ele retornou em 1813, mas pediu demissão novamente em 1820. Apesar de muitas peças de boa qualidade, a era Kean foi turbulenta e a empresa sofreu financeiramente. William Duesbury III, filho de William Duesbury II nascido em 1790, tomou o controle da fábrica quando atingiu a maioridade. Kean venderia suas ações para seu sogro, o avô materno de Duesbury III, chamado Sheffield; assim sendo, a companhia continuou suas atividades sob o nome de Duesbury & Sheffield.

### Era Robert Bloor

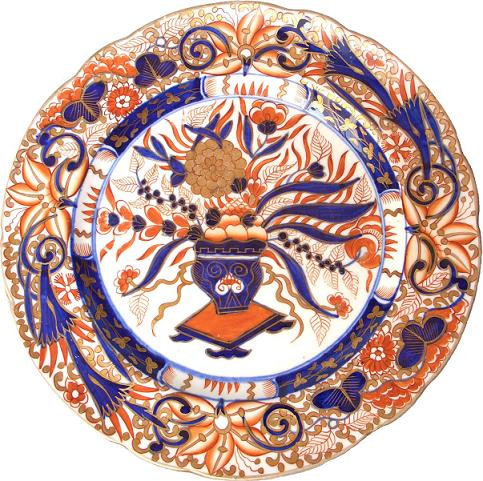
Prato da Crown Derby do padrão japonês Imari, característico da Era Robert Bloor.

Em 1815, a fábrica foi alugada para Robert Bloor, um vendedor e funcionário da empresa. A partir desse momento, os Duesburys deixam de participar nos negócios da mesma. Bloor fez grandes empréstimos para poder fazer os pagamentos exigidos, mas provou ser um homem de negócios altamente capaz, já que recuperou os prejuízos da companhia e colocou os negócios de volta em uma base financeira sólida. Ele também possuía uma apreciação profunda pelo lado estético do negócio e, sob sua administração, a empresa produziu obras ricamente coloridas e de estilo elegante, incluindo coloridas porcelanas do padrão japonês Imari, geralmente apresentando padrões geométricos intrincados em camadas com vários desenhos florais. Estas peças demonstraram ser extremamente populares, e a Crown Derby continuou a prosperar. Em 1845, no entanto, Bloor morreu e, após três anos sob a gestão de Thomas Clarke, a fábrica fechou as portas em 1848.

### King Street
Um grupo de ex-funcionários da Crown Derby montou uma fábrica na rua King, em Derby, e continuou a usar os moldes, modelos e marcas registradas do negócio anterior, embora com outro nome, mantendo assim viva a tradição de artesanato artístico da fábrica de Derby. Nenhum processo mecanizado era usado no processo de produção das peças, sendo impossível encontrar duas peças iguais. Entre os itens preservados pelos ex-funcionários estava a roda de oleiro original da época dos Duesburys, a qual ainda é propriedade da atual companhia Royal Crown Derby.

### Osmaston Road
Em 1877, uma nova e impressionante fábrica foi construída pelos novos proprietários do nome Crown Derby em Osmaston Road, dando início ao período moderno da porcelana de Derby. As peças da Crown Derby tornaram-se imensamente populares durante o final da era vitoriana, uma vez que suas porcelanas românticas e luxuosas combinaram perfeitamente com o gosto popular do período.

### Royal Crown Derby
Em 1890, a rainha Victoria nomeou a Crown Derby como "fabricante oficial de porcelanas de Sua Majestade" e, através de um decreto real, garantiu-lhe o título de "The Royal Crown Derby Porcelain Company", o que foi renovado em reinados posteriores. Em 1935, a Royal Crown Derby adquiriu a fábrica da rua King, unificando, assim, as duas vertentes do negócio. Em 1964, a empresa foi adquirida pela S. Pearson & Son e tornou-se parte do grupo Allied English Potteries, ao qual se juntou, mais tarde, a fábrica Royal Doulton.
Em 2000, Hugh Gibson, ex-diretor da Royal Doulton e membro da família Pearson, liderou uma compra de controle acionário que transformou a Royal Crown Derby numa empresa independente novamente. Em 2006, a Royal Crown Derby empregava cerca de 300 pessoas em sua fábrica na Osmaston Road. A linha de produtos atuais incluem pesos de papel, introduzidos em 1981 e imensamente populares. A Royal Crown Derby também continua a produzir peças no padrão Imari, que se distinguem por suas cores ricas e intrincamentos dourados, incluindo as linhas Old Imari, Traditional Imari, Red Aves, Blue Mikado e Olde Avesbury.